# Dragomiris quadricornutus
Dragomiris quadricornutus là một loài bọ cánh cứng trong họ Cerambycidae.